# Éric Magnin
Éric Magnin (Oullins, Roine, 29 de maig de 1967) va ser un ciclista francès, que s'especialitzà en el ciclisme en pista, concretament en la Puntuació, on va guanyar una medalla de plata al Campionat del món de l'especialitat. Va participar als Jocs Olímpics d'Estiu de 1992.

## Palmarès en ruta
- 1993
  - Vencedor d'una etapa al Tour de Valclusa

## Palmarès en pista
- 1992
  -  Campió de França en Puntuació
- 1993
  -  Medalla de plata al Campionat del món de Puntuació
- 1995
  -  Campió de França de Madison (amb Jean-Michel Monin)